# São Gotardo (Minas Gerais)
São Gotardo é um município brasileiro no interior do estado de Minas Gerais, localizado na mesorregião do Triângulo Mineiro/Alto Paranaíba. Sua população recenseada em 2022 era de 40 910 habitantes.

## História
FORMAÇÃO DO MUNICÍPIO DE SÃO GOTARDO
Nos primórdios do século XIX, Antônio Valadares e Domingos Pereira Caldas, saindo da região de Pitangui em busca de terras de cultura, fixaram-se às bordas da Mata da Corda. O primeiro estabeleceu-se próximo ao atual "Córrego Confusão" e o segundo aposseou-se de terras a quatro léguas de distância do primeiro, no lugar hoje denominado "Campos Domingos Pereira"
Em 1836, proveniente do Arraial de Carrancas, Joaquim Gotardo de Lima e Leonel Pires Camargos, vêm residir no local em que hoje se acha a cidade de São Gotardo, em terrenos de Antônio Valadares. Joaquim Gotardo, adquirindo prestígio ali era, em 1º de agosto de 1837, nomeado Inspetor Interino de Quarteirão. O núcleo populacional cresceu em torno da propriedade de Gotardo e passou a chamar-se "Arraial da Confusão". Até 1852, chegaram ao Arraial da Confusão, estabelecendo-se nele ou nos arredores, as seguintes pessoas, e quase todas se tornaram no local, tronco de famílias que viriam a desempenhar importante papel no crescimento e desenvolvimento da nova comunidade: José Lopes Ribeiro, Gabriel e Francisco Rodrigues Ribeiro, José Manoel Fonte Boa, Padres João Paulino e Antônio Estevam, uns provenientes de Cajuru, outros vindos de Santo Antônio da Pedra; Gabriel Resende, de Lagoa Dourada; Bernardo Ladeira, de Formiga e Francisco Cunha.
Em um artigo sobre a cidade e o município de São Gotardo, de autoria do Padre José Batista dos Santos, publicado no Semanário "A Luz", da cidade de Luz, vê-se o nome de "São Sebastião do Pouso Alegre da Confusão", havendo diante da explicação da origem dos dois nomes. a possibilidade de ter o lugar recebido, ao mesmo tempo, os nomes de "Confusão" e "São Sebastião do Pouso Alegre".
O território pertenceu primitivamente, ao bispado de Pernambuco. Por volta de 1855, passou ao bispado de Mariana, dando-se, nessa ocasião, o falecimento do Padre João Paulino, ocupando o seu lugar o Padre João Gonçalves de Freitas, que se tornou o primeiro vigário do Povoado.
A povoação que até 1862 pertencia à paróquia de Santo Antônio dos Tiros, foi neste mesmo ano, por Dom Antônio Ferreira Viçoso, elevada à categoria de Paróquia de São Sebastião. Em 1864 começou a ser construída, com a ajuda do povo, a primeira igreja-matriz, no local onde fora erigida a primeira capela. Em 19 de julho de 1872 foi criada a freguesia, sendo, neste mesmo ano, substituído o antigo vigário, padre João Gonçalves de Freitas, por Padre Antônio Teixeira do Carmo.
Em 1873 foi construído o primeiro cemitério do município, no local onde se ergue a atual matriz, que é a segunda.
A vila de São Sebastião do Pouso Alegre teve seu topônimo mudado em 27 de agosto de 1885, para vila de São Gotardo, em memória de Joaquim Gotardo de Lima, considerado o fundador da cidade que, ao que parece, não viveu no lugar pelo resto de sua vida. Não se tem notícia de terem ficado, no município descendentes dele. Tendo pertencido inicialmente ao município de Pitangui, a vila passou deste o município de São Francisco das Chagas do Campo Grande, e depois para o de Abaeté, sendo novamente transferido, em 11 de novembro de 1890, para o município de Carmo do Paranaíba.
Em 1911, com a criação do município de Rio Paranaíba a vila de São Gotardo passou a jurisdição da nova comuna. Em 18 de setembro de 1914, a sede do município de Rio Paranaíba, que ficava na povoação de São Francisco das Chagas do Campo Grande, passando o município a ter este topônimo. A vila de São Gotardo passou a ter foros de cidade em 10 de setembro de 1925.
FORMAÇÃO ADMINISTRATIVA
Com a denominação de São Sebastião de Pouso Alegre, foi criado o distrito pela Lei provincial número 575, de 4 de maio de 1852, elevado á categoria de freguesia, com o mesmo nome, por efeito da Lei provincial numero 1905, de 19 de julho de 1872. A Lei provincial numero 3300, de 27 de agosto de 1885, mudou para São Gotardo o nome do distrito, que, primitivamente, pertencera ao município de Pitangui e depois a São Francisco das Chagas e a Abaeté, transferindo para Carmo do Paranaíba, por força do Decreto de 11 de novembro de 1890.
A criação do distrito foi confirmada pela Lei estadual numero 2, de 14 de setembro de 1891. A Lei estadual numero 556, de 30 de agosto de 1911 criou com território desmembrado do de Carmo do Paranaíba e sede na povoação de São Francisco da Chagas do campo Grande, o município de Rio Paranaíba, o qual, segundo a "Divisão Administrativa, em 1911", se divide em três distritos: Rio Paranaíba, São Gotardo e São Jerônimo dos Poções. A instalação de novel comuna realizou-se a 1º de junho de 1912.
Teve o município de Rio Paranaíba a denominação de São Gotardo, em virtude da mudança de sua sede para a povoação deste nome, por efeito da lei estadual numero 622, de 18 de setembro de 1914. Em face da lei estadual numero 843, de 7 de setembro de 1923, São Gotardo perdeu o distrito de Rio Paranaíba, desligado para constituir o novo município de Rio Paranaíba. Ainda por efeito dessa Lei, criou-se, com território do distrito-sede de São Gotardo, o distrito de São José das Perobas, modificações que deram ao município em apreço, na divisão administrativa do estado, fixada pela supracitada lei, a seguinte formação distrital: São Gotardo, São Jerônimo dos Poções e São José das Perobas.
A Lei estadual numero 893, de 10 de setembro de 1925, concedeu foros de cidade à sede municipal. Segundo o quadro da divisão administrativa, concernentes ao ano de 1933, contido no "Boletim do Ministério do Trabalho, Indústria e Comércio", o município em apreço aparece constituído pelos distritos de São Gotardo, São Jerônimo dos Poções e São José das Perobas, assim permanecendo nos quadros territoriais datados de 31-12-1936 e 31-12-1937, e no anexo ao Decreto-Lei estadual numero 88, de 30 de março de 1938, devendo notar-se, porém, que, em 1936, o distrito de São jerônimo dos Poções, e, em 1937 e 1938, ele aparece com o nome de São Joaquim dos Poções.
Na divisão administrativa estadual , vigente no quinquênio 1939-1943, estabelecida pelo Decreto-lei estadual numero 148, de 17 de dezembro de 1938, os distritos de São Gotardo, Funchal (ex-São Jose das Perobas) e São Jerônimo dos Poções são os de que compõe o município de São Gotardo. por efeito do Decreto-Lei estadual número 1058, de 31 de dezembro de 1943, o município de São Gotardo perdeu o distrito de São Jerônimo dos Poções, transferido para o novo município de Campos Altos, recém-criado, e passou a abranger o distrito de Matutina, instituído com parte do distrito-sede de São Gotardo. Assim na divisão territorial judiciária-administrativa do estado, estabelecida por esse Decreto-Lei, para vigorar no quinquênio 1944-1948, o município de São Gotardo se forma do distrito-sede e dos de Funchal e Matutina.
Com a última divisão territorial feita no Estado o município de São Gotardo perdeu o distrito de Matutina, que foi desmembrado para constituir o novo município de Matutina, por força da Lei estadual numero 1039 de 12 de dezembro de 1953, depois de ter sido aprovada a emancipação pela Resolução numero 10, de 02-09-1953, da Câmara Municipal de São Gotardo. Pela mesma Lei numero 1039 foi criado o distrito de Rosalinda, com território do distrito-sede de São Gotardo. O distrito de Rosalinda foi instalado em 29 de abril de 1956, tendo como sede a vila Rosalinda (ex-povoado de Santa Rosa). Com estas modificações, o município de São Gotardo ganhou a formação distrital: São Gotardo, Funchal e Rosalinda.
FORMAÇÃO JUDICIÁRIA
Em 1915, pela Lei numero 663, foi criado o termo judiciário, anexo à comarca de Patos de Minas e compreendendo os municípios de São Gotardo e Tiros. O termo foi instalado em 14 de julho de 1917. O Decreto estadual numero 155, de 30 de julho de 1935, criou a comarca de São Gotardo que nos quadros de divisão territorial datados de 31-12-1936 e 31-12-1937, bem como no anexo ao Decreto-lei estadual numero 88, de 30 de março de 1938, tem sob sua jurisdição os termos judiciários de São Gotardo de Rio Paranaíba, e o segundo, pelo de Tiros.
A comarca foi instalada a 2 de abril de 1936. A mesma situação observa-se nas divisões territoriais judiciário-administrativas do Estado, em vigência nos quinquênios 1939-1943 e 1944-1948, estabelecidas respectivamente, pelos decretos-leis estaduais números 148, de 17 de dezembro de 1938, e 1058, de 31 de dezembro de 1943 apenas com alteração na composição do termo de Tiros, que, no último quinquênio se compõe dos municípios de Tiros e São Gonçalo do Abaeté.
Em 1948, foram criadas as comarcas de Tiros e Rio Paranaíba, sendo instalada a ultima em 23 de setembro de 1950. Assim, a comarca de São Gotardo ficou abrangendo apenas o município do mesmo nome. E com o desmembramento do distrito de Matutina, que passou a constituir um novo município por efeito da Lei estadual numero 1039, de 12-12-1953, a comarca de São Gotardo ficou composta dos municípios de São Gotardo e Matutina. O município situa-se na Zona Oeste do Estado de Minas Gerais. O aspecto geral do seu território é semi montanhoso. Sua área é de 1156 quilômetros quadrados. A sede municipal a 1100 metros de altitude tem como coordenadas geográficas 19º 20` de latitude sul e 46º 03`de longitude W. Dista da capital do estado em linha reta, 233 quilômetros no rumo O.N.O.
Fonte: ENCICLOPÉDIA DOS MUNICÍPIOS BRASILEIROS - 29 DE MAIO DE 1959 - PLANEJADA E ORIENTADA POR JURANDIR PIRES FERREIRA - PRESIDENTE DO IBGE
SITE: www.ibge.gov.br
Os primeiros habitantes da região da Mata da Corda e adjacências, compreendendo também a faixa territorial em que se acha localizado o município de São Gotardo, anteriormente à fundação do primitivo arraial, derivam, certamente, das expedições que penetravam o sertão, não só visando à fiscalização da cata do ouro e comércio de pedras preciosas, como também povoando os lugares por onde passavam, construindo fazendas, fundando povoados, erigindo capelas. 
Anteriormente, já foi distrito dos municípios de:
- Dores do Indaiá
- Rio Paranaíba
- Paracatu
- Luz

Dentre os são-gotardenses ilustres destacam-se Antônio Luciano Pereira Filho, Danilo Gabriel de Andrade e José Roberto Bougleaux.
Outra versão do nome "São Gotardo"
Um documento oficial encontrado nos arquivos oficiais na cidade de Ouro Preto, capital de Minas Gerais pelos idos do século XIX, revelam as verdadeiras origens do município.
Durante mais de um século, perpetuou-se, com base no imaginário popular e em interpretações desprovidas de comprovação documental, a ideia de que o nome do município de São Gotardo teria origem em uma homenagem a Joaquim Gotardo de Lima, suposto fundador da vila situada às margens do atual Córrego Confusão. A coincidência nominal entre o município e o mencionado personagem foi frequentemente utilizada como justificativa para essa crença. No entanto, pesquisas mais recentes indicam que tal associação se trata apenas de uma coincidência.
De acordo com informações do Instituto Brasileiro de Geografia e Estatística (IBGE), o topônimo "São Gotardo" foi adotado oficialmente em 27 de agosto de 1885, em substituição à antiga denominação "São Sebastião do Pouso Alegre". O motivo da mudança, segundo consta no histórico do município, teria sido uma homenagem a Joaquim Gotardo de Lima. Contudo, não há evidências de que ele tenha residido na localidade de forma permanente, tampouco existem registros da permanência de seus descendentes no município.
Ainda segundo o IBGE, os primeiros habitantes permanentes da região foram Antônio Valadares e Domingos Pereira Caldas, que no início do século XIX migraram da região de Pitangui em busca de terras férteis. Valadares estabeleceu-se nas proximidades do atual Córrego Confusão, enquanto Caldas fixou-se cerca de quatro léguas dali, na localidade que hoje leva o nome de Campos Domingos Pereira.
Reconstituindo os fatos, soa improcedente a versão que relaciona o nome do município à duvidosa figura de Joaquim Gotardo. Um documento oficial, publicado com exclusividade pelo Jornal Daqui em dezembro de 2017, confirma a seguinte versão oficial, também registrada nos anais de nossa história: No dia 27 de agosto de 1885 o padre-deputado Miguel Kerdole conseguiu alterar, no Congresso de Ouro Preto( Lei nº 3.300), o nome da então Vila de São Sebastião do Pouso Alegre para a denominação atual. O topônimo, como reza a Lei aprovada, foi inspirado no homônimo de um santo alemão, o Saint Gothhard – traduzindo: São Gotardo
Não se pode afirmar com certeza, mas é possível supor que a estatueta do famoso santo alemão(Saint Gothhard) frequentava o oratório imperial, pois tinha como devota uma figura ilustre da monarquia, a esposa do primeiro imperador do Brasil. É presumível a suposição se levamos em conta que a esposa de D. Pedro I, a imperatriz Leopoldina, tem sua ascendência na Áustria, onde nasceu, cresceu e foi educada sob princípios católicos. Ela se origina, portanto, da mesma região onde nasceu e viveu Gothhard de Hildesheim(uma cidade alemã, próxima a fronteira com a Áustria), o santo que deu nome ao nosso município. Lá, naquela região dos Alpes são inúmeros os locais, como túneis e hotéis, que levam o nome do santo.
A imperatriz Leopoldina é inclusive citada na carta endereçada ao padre-deputado Miguel Kerdole.
A referida carta(foto abaixo) é confirmação cabal de que o nome de nossa cidade foi inicialmente sugerido pelo Capitão Mor Joaquim Domingos Pereira, que à época residia no vilarejo de Perobas, localizado em região próxima ao distrito de Vila Funchal. Ele fazia parte do corpo militar da Coroa imperial, sob comando direto de D. Pedro II, filho de Leopoldina.
Este documento joga por terra qualquer relação entre Joaquim Gotardo de Lima e o nome de nosso município.
O Fac-simile da carta histórica(foto) foi reproduzido( e registrado em catório) a partir do original encontrado nos arquivos do museu de Ouro Preto. Sua "descoberta" é fruto do esforço incansável do pesquisador e São Gotardense Humberto Pereira.
Transcrição do conteúdo da Carta

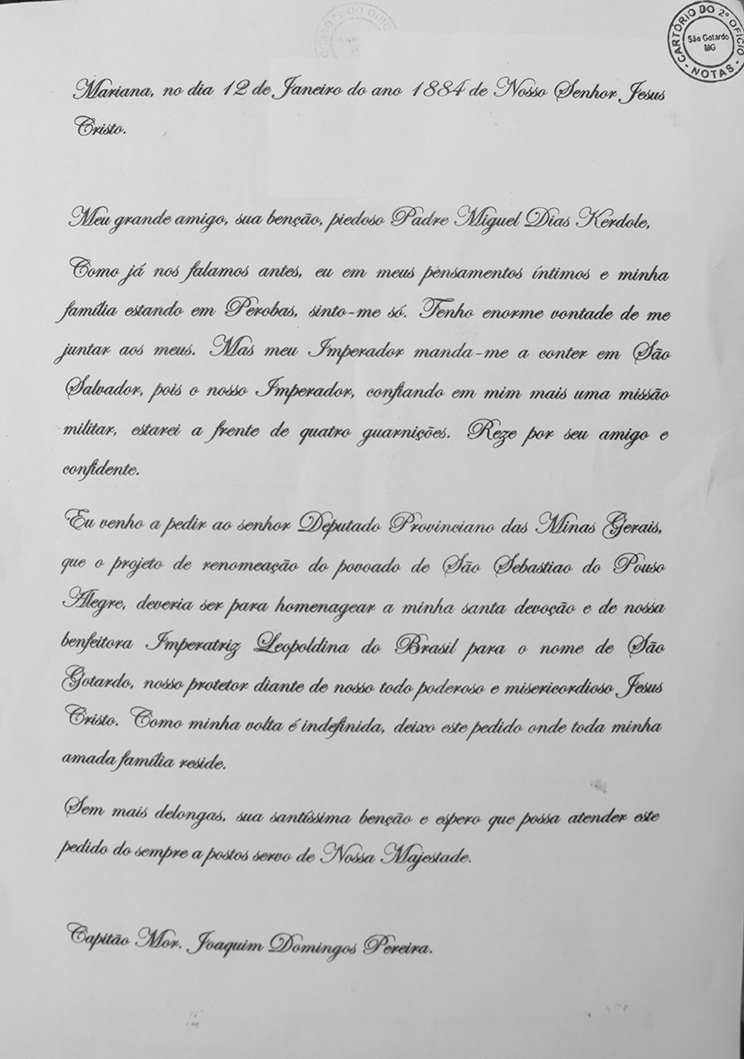
Carta

"Mariana, no dia 12 de janeiro do ano de 1884 de Nosso Senhor Jesus Cristo
Meu grande amigo, sua benção, piedoso Padre Miguel Dias Kerdole.
Como já nos falamos antes, eu em meus pensamentos íntimos e minha família estando em Perobas, sinto-me só. Tenho enorme vontade de me juntar aos meus. Mas meu imperador manda-me a conter em São Salvador, pois o nosso imperador, confiando em mim mais uma missão militar, estarei a frente de quatro guarnições. Preze por seu amigo e confidente.
Eu venho a pedir ao senhor deputado provinciano das Minas Gerais, que o projeto de renomeação do povoado de São Sebastião do Pouso Allegre, deveria ser para homenagear a minha santa devoção de nossa benfeitora Imperatriz Leopoldina do Brasil para o nome de São Gotardo, nosso protetor diante de nosso todo poderoso e misericordioso Jesus Cristo, Como minha volta é indefinida, deixo este pedido onde toda minha família amada reside.
Sem mais delongas, sua santíssima benção e espero que possa atender este pedido do sempre a postos servo de Nossa Majestade.
Capitão Mor, Joaquim Domingos Pereira."

### Centenário
No dia 30 de setembro de 2015 comemorou-se o centenário da cidade com shows em sete dias seguidos e missas sertanejas, com toda a renda das barraquinhas da Festa sendo doada para entidades carentes de São Gotardo. As comemorações tiveram portões abertos durante todos os dias. A Prefeitura Municipal de São Gotardo e a Secretaria Municipal de Educação, Cultura, Esporte, Lazer e Turismo realizou a Festa que foi preparada para a cidade.

## Geografia
População estimada [2024] 43.309 (IBGE) pessoas  
Densidade Demográfica [2022]: 47,24 habitante por quilômetro quadrado
Área Total: 867.81 km² (FJP)
Área Urbanizada [2019]: 7,12 km² (IBGE)
Em 2022, a população era de 40.910 habitantes e a densidade demográfica era de 47,24 habitantes por quilômetro quadrado. Na comparação com outros municípios do estado, ficava nas posições 82 e 194 de 853. Já na comparação com municípios de todo o país, ficava nas posições 796 e 1570 de 5570.

#### Distritos de São Gotardo
Atualmente são 5 distritos, São Gotardo (distrito-sede), Abaeté dos Venâncios, Funchal, Guarda dos Ferreiros e São José da Bela Vista.

#### População
| Distrito               | Criação | População  | % População |
| ---------------------- | ------- | ---------- | ----------- |
| São Gotardo            |         | 32715 hab. | 75.54%      |
| Abaeté dos Venâncios   | 1999    | 635 hab.   | 1.47%       |
| Funchal                | 1923    | 280 hab.   | 0.65%       |
| Guarda dos Ferreiros   | 1962    | 7053 hab.  | 16.29%      |
| São José da Bela Vista | 1962    | 2626 hab.  | 6.06%       |
| -                      | -       | 43309 hab. | -           |

O município de São Gotardo tem altitude de 1.100 metros, desta maneira proporciona um clima agradável e frio no inverno, podendo até gear em vales e regiões mais altas.
Os principais rios são:
- Córrego Confusão (que abastece a cidade), além de formar a represa do Balneário;
- Rio Abaeté;[13]
- Rio Indaiá.[13]

## Economia
Em 2021, o PIB per capita era de R$ 32.960,88. Na comparação com outros municípios do estado, ficava nas posições 184 de 853 entre os municípios do estado e na 1901 de 5570 entre todos os municípios. Já o percentual de receitas externas em 2023 era de 81,13%, o que o colocava na posição 645 de 853 entre os municípios do estado e na 3608 de 5570. Em 2023, o total de receitas realizadas foi de R$ 176.504.581,94 (x1000) e o total de despesas empenhadas foi de R$ 159.220.129,3 (x1000). Isso deixa o município nas posições 108 e 115 de 853 entre os municípios do estado e na 1001 e 1071 de 5570 entre todos os municípios

## Educação
O município possui várias escolas dos ensinos fundamental e médio, públicas e particulares. As escolas de ensino fundamental e médio atendem as demandas do município quanto ao número de vagas necessárias e também vêm se destacando no estado de Minas Gerais pelo alto nível de desempenho nas avaliações internas e externas.
No campo do ensino superior, conta com o CESG (Centro de Ensino Superior de São Gotardo) e com um polo regional de educação à distância da Uniube (Universidade de Uberaba).
Em 2010, a taxa de escolarização de 6 a 14 anos de idade era de 96,3%. Na comparação com outros municípios do estado, ficava na posição 699 de 853. Já na comparação com municípios de todo o país, ficava na posição 4359 de 5570. Em relação ao IDEB, no ano de 2023, o IDEB para os anos iniciais do ensino fundamental na rede pública era 6,1 e para os anos finais, de 4,3. Na comparação com outros municípios do estado, ficava nas posições 392 e 616 de 853. Já na comparação com municípios de todo o país, ficava nas posições 2111 e 3848 de 5570.

## Patrimônio histórico
- Igreja Matriz São Sebastião
- Imagem (de madeira) de São Sebastião
- Escola Estadual Conselheiro Afonso Pena
- Prédio Amarelo (Casa da Cultura "Dom José Lima")
- Cruz da antiga igreja matriz
- Paisagismo de Vila Funchal

## Religião
O município tem uma diversidade de religiões e/ou seitas.
A religião predominante é a Igreja Católica:
- Paróquia São Sebastião (Igreja Matriz São Sebastião, Capela da Santa Casa, Capela do Lar do Idoso, Capela Nossa Senhora da Abadia, Capela Nossa Senhora do Rosário, Capela Santa Luzia e capelas rurais)
- Paróquia Nossa Senhora Aparecida (Igreja Nossa Senhora de Fátima, Capela São Geraldo e capelas rurais)
- Paróquia Santa Cruz (Santuário de Santa Cruz, Igrejinha de Guarda dos Ferreiros, Capela da Agrovila e capelas rurais)

No dia 2 de maio de 2012, foi celebrada a Primeira Missa da história da cidade em homenagem ao São Gotardo (santo). A festa estendeu até o dia 6. No dia 5, na igreja Matriz São Sebastião, foi celebrada a Missa especial em comemoração ao dia do santo, finalmente entronizado na cidade após tantos anos de esquecimento.
Evangélicas Protestantes
- Congregação Cristã no Brasil
- Igreja Cristã Maranata
- Comunidade Vida em Cristo
- Igreja Caminho da vida
- Igreja Batista Nacional
- Igreja Casa de Oração (Taquaril e Campestre)
- Igreja Batista Luz Do Mundo
- Igreja Assembleia de Deus
- Igreja Internacional da Graça de Deus
- Igreja Mundial do Poder De Deus
- Igreja Do Evangelho Quadrangular.
- Igreja Universal do Reino de Deus
- Primeira Igreja Batista em São Gotardo

Espírita  Kardecista
- Centro Espírita Emannuel
- Fraternidade Espírita Amor, Fé e Caridade
- Casa da Sopa Chico Xavier

## Turismo

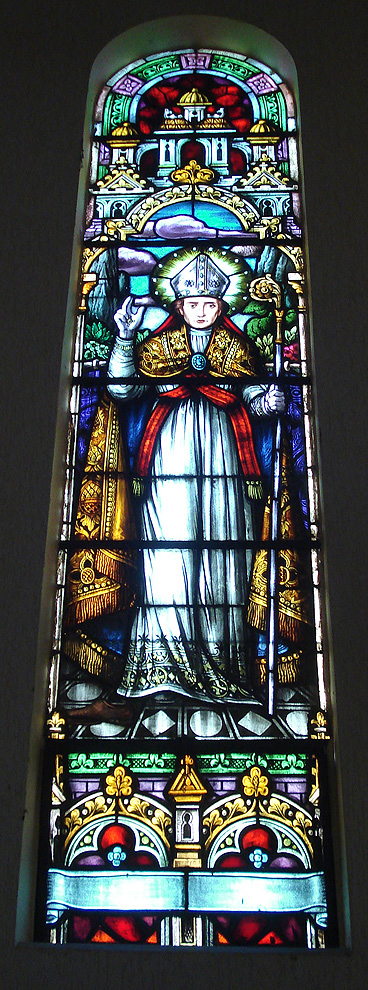
São Gotardo (Santo), origem do sobrenome de Joaquim Gotardo de Lima.

A cidade pertence ao circuito Caminhos do Cerrado e seus pontos turísticos são:
- Igreja Matriz São Sebastião
- Prédio Amarelo (Casa da Cultura "Dom José Lima")
- Cruz da antiga igreja matriz (Praça São Sebastião)
- Escola Estadual Afonso Pena
- Lagoa do Balneário
- Distrito de Vila Funchal
- Cachoeira do Funchal

## Evolução da população
| Ano  | População Estimada |
| ---- | ------------------ |
| 1960 | 11.248             |
| 1970 | 17.007             |
| 1980 | 20.564             |
| 1990 | 23.841             |
| 2000 | 27.438             |
| 2007 | 30.757             |
| 2010 | 31.819             |
| 2017 | 35.016             |
| 2021 | 36.084             |

Fonte: IBGE

## Demografia
| Cor/Raça | Percentagem |
| -------- | ----------- |
| Branca   | 40,51%      |
| Negra    | 8,51%       |
| Parda    | 49,95%      |
| Amarela  | 0,96%       |
| Indígena | 0.07%       |

Fonte: Censo 2022
A população da cidade é bem diversa culturalmente. Uma parte descende dos primeiros colonizadores vindos de outras regiões de Minas Gerais em busca de novas terras ou pela extração, principalmente, de diamantes. Durante os anos 1970, vindos principalmente do Paraná e de São Paulo, atraídos pelo PADAP, vieram centenas de famílias nipo-brasileiras. E posteriormente, após os anos 1990 começou uma grande leva migratória de municípios vizinhos a São Gotardo, do norte do estado e da região Nordeste, atraídos pela escassez de mão-de-obra do município.
- Índice de Gine: 0.38
- Pobreza: 17.61 %
- Veículos: 19.897
- Índice de Analfabetismo: 8 %
- Homens: 50.5 %
- Mulheres: 49.5 %
- Acesso à saneamento básico: 89.4 %
- Acesso à energia: 99.8 %